# Gmina Lomma
Gmina Lomma (szw. Lomma kommun) – gmina w Szwecji, w regionie Skania, z siedzibą w Lommie.
Gminę zamieszkuje 18 595 osób, z czego 50,58% to kobiety (9405) i 49,42% to mężczyźni (9190). W gminie zameldowanych jest 449 cudzoziemców. Na każdy kilometr kwadratowy przypada 205,06 mieszkańca. Pod względem wielkości gmina zajmuje 279. miejsce.